# Monarquia dual
Monarquia Dual ocorre quando, no mínimo, dois reinos independentes são  governados pelo mesmo monarca, seguindo a mesma política externa, existe uma união aduaneira com cada um e tem uma combinação das forças armadas, mas são autorregulamentados. O exemplo clássico é a Áustria-Hungria, a monarquia dual que existiu de 1867 até 1918, e União Ibérica  que houve durante a Dinastia Filipina, de 1580 a 1640, que juntava o Reino de Portugal com o Reino da Espanha.
Na década de 1870, utilizando o termo monarquia dual da Áustria-Hungria como modelo, o Príncipe de Gales (depois Rei Eduardo VII) e William Ewart Gladstone propuseram que a Irlanda e a Grã Bretanha formassem uma monarquia dual. Seus esforços não obtiveram resultados, mas a ideia foi utilizada mais tarde em 1904 por Arthur Griffith em sua obra semanal 'A Ressurreição da Hungria'. Griffith notou como em 1867 a Hungria passou a integrar o Império Austríaco como dois separados e co-igual na Áustria-Hungria. Embora não fosse monarquista, ele advogou essa abordagem para as relações anglo-irlandesa. A ideia não foi bem aceita pelos líderes políticos irlandeses, e a Irlanda iniciou uma luta de independência (1919–1921) para sair da União da Grã-Bretanha e Irlanda e formar um Estado separado, o Estado Livre irlandês em 1922.
Historiadores posteriores utilizaram o termo para se referir a outros exemplos onde um Rei governou dois Estados, como Henrique V e Henrique VI, que eram efetivos Reis da Inglaterra e França no século XV, como resultado da formação do Estado fantoche de larga área na França durante a Guerra dos Cem Anos, Dinamarca e Noruega, uma monarquia dual que existiu de 1536 até 1814, e a Comunidade Polaco-Lituana (1569-1795).
A monarquia dual não é necessariamente uma união pessoal. Neste caso, a união de dois ou mais reinos indica que os Reinos são governados por um mesmo monarca, mas não há nenhum compartilhamento das estruturas do governo. Estados em união pessoal há, em cada um, militares, relações internacionais e impostos separados. Neste sentido a Áustria–Hungria não era uma União Pessoal, pois compartilhavam os seguintes gabinetes: a política externa, o exército e as Finanças.